# Gare Longueuil–Saint-Hubert
Cet article concerne la gare. Pour l'arrondissement de Saint-Hubert, voir Saint-Hubert (Longueuil). Pour les autres significations, voir Saint-Hubert.
La gare Longueuil–Saint-Hubert est une gare d'exo située dans l'arrondissement longueuillois du même nom. Elle dessert les trains de banlieue de la ligne exo 3.

## Correspondances

### Autobus

#### Réseau de transport de Longueuil
| Circuit | Destinations                                                    | Tracé       | Horaires       |
| ------- | --------------------------------------------------------------- | ----------- | -------------- |
| 8       | chemin de Chambly – Promenades Saint-Bruno - Terminus Longueuil | [PDF] Tracé | [PDF] Horaires |
| 22      | gare Longueuil-Saint-Hubert - secteur B                         | N/A         | Horaires       |
| 28      | chemin de Chambly - Aéroport – Terminus Longueuil               | [PDF] Tracé | [PDF] Horaires |
| 88      | chemin de Chambly - Mountainview - Terminus Longueuil           | [PDF] Tracé | [PDF] Horaires |

Source :